# John Emese
John Emese Orsolya (Budapest, 1972. október 31. –) (nevének kiejtése: [jón]) liberális politikus, az egykori SZDSZ nevű párt fővárosi frakcióvezetője volt, az SZDSZ Országos Ügyvivői Testületének korábbi tagja. A Fővárosi Önkormányzat oktatási bizottságának alelnökeként benyújtott javaslata alapján, 2007-ben a Fővárosi Közgyűlés a csökkenő gyermeklétszámra való tekintettel, valamint a rendelkezésre álló infrastrukturális és technikai feltételek, illetve szakmai kompetenciák jobb kihasználása céljából 18 szakközépiskolát integrált, illetve Területi Integrált Szakképző Központokat hozott létre.
John Emese 2021. június 1-jétől a Hageni Távegyetem Budapesti irodáját vezeti.

## Külső hivatkozások
- John Emese hivatalos honlapja (2014. március 13-án archiválva)